# Walter AG
Walter AG — немецкий производитель инструментов для металлообработки с 1919 года. Штаб-квартира компании находится в городе Тюбинген, Германия.

## История
Рихардом Вальтером в 1919 году в Дюссельдорфе была основана компания под названием Walter Hartmetall GmbH, специализирующаяся на производстве металлических пластин. В том же, 1919 году, берет свое начало компания Prototyp, занимающаяся изготовлением корпусного инструмента. Немного ранее, в 1890 году, появилась компания Titex, известная своим осевым инструментом. В 1943 году в США появилась компания Valentine. Сейчас все они объединены под единым брендом Walter. В сентябре 2010 года компания представила новый бренд — Walter Multiply — специализированные решения для производства, логистики, программного обеспечения и обучения в целях повышения эффективности производства.

## Производственные площадки
Основные производственные площадки расположены на территории Германии:
- Тюбинген (корпуса инструментов для твёрдосплавных пластин)
- Мюнзинген (твёрдосплавные пластины)
- Целль (метчики, резьбофрезы и фрезы — твёрдосплавные и саморежущие)
- Франкфурт (твёрдосплавные свёрла Ø3-32 мм)
- Ниферн (специальные инструменты с PCD)

Для обеспечения регионов существует несколько заводов в других странах:
- Уокешо, США
- Сульц, Франция
- Вукси, Китай